# Diego García (marciatore)
Diego García Carrera (Madrid, 19 gennaio 1996) è un marciatore spagnolo.
In carriera è stato campione agli europei under 23 di Bydgoszcz 2017 e agli europei juniores di Eskilstuna 2015, nonché vincitore della medaglia d'argento ai mondiali juniores di Eugene 2014 e di quella di bronzo ai mondiali allievi di Donec'k 2013.

## Biografia
Nativo di Madrid, si appassiona alle corse su lunga distanza sin da bambino.
Ottiene la sua prima medaglia, di bronzo, ai mondiali allievi di Donec'k 2013, arrivando terzo nei 10000 metri dietro al giapponese Toshikazu Yamanishi (41'53"80) e al russo Maksim Krasnov (42'03"10).
Il 25 luglio 2014, ai mondiali juniores di Eugene 2014, si contende l'oro nei 10000 metri con un altro giapponese, Daisuke Matsunaga, ma si deve accontentare della seconda piazza in 39'51"59, tempo da nuovo record nazionale juniores. 	
A partire dalla stagione 2015 il madrileno inizia a dedicarsi anche alla 20 km, dove ottiene subito buoni risultati. Al contempo svolge durante l'anno le sue ultime gare nella marcia 10 km.
Nel luglio 2015 vola nella città svedese di Eskilstuna per partecipare alla marcia 10000 metri degli europei juniores 2015. Rispettando i pronostici che lo davano come uno dei favoriti, il madrino conquista la medaglia d'oro con un primato stagionale da 40'05"21, precedendo il russo Vladislav Saraykin e il connazionale Pablo Oliva. 
Il 23 agosto è tra i sessantuno partecipanti alla marcia 20 km dei mondiali di Pechino 2015, dove chiude in ventinovesima posizione con una prestazione di 1h24"52.
Agli europei under 23 di Bydgoszcz 2017 è protagonista della marcia 20 km: nella calda e assolata mattinata del 16 luglio, lo spagnolo assume il comando della gara a metà percorso e chiude al comando in 1h22"29 davanti a Karl Junghannß (1h22"52) e a Gabriel Bordier (1h23"03).

## Progressione

### Marcia 5000 m
| Stagione | Tempo    | Luogo  | Data      | Rank. Mond. |
| -------- | -------- | ------ | --------- | ----------- |
| 2013     | 19'47"37 | Avilés | 15-6-2013 |             |
| 2012     | 20'50"01 | Guadix | 8-12-2012 |             |

### Marcia 10000 m
| Stagione | Tempo    | Luogo      | Data      | Rank. Mond. |
| -------- | -------- | ---------- | --------- | ----------- |
| 2017     | 39'47"77 | Torrent    | 1-7-2017  |             |
| 2015     | 40'05"21 | Eskilstuna | 18-7-2015 |             |
| 2014     | 39'51"59 | Eugene     | 25-7-2014 |             |
| 2013     | 42'03"32 | Donec'k    | 13-7-2013 |             |
| 2012     | 46'13"13 | Aranjuez   | 8-7-2012  |             |

### Marcia 10 km
| Stagione | Tempo  | Luogo   | Data       | Rank. Mond. |
| -------- | ------ | ------- | ---------- | ----------- |
| 2015     | 40'38" | Murcia  | 17-5-2015  |             |
| 2014     | 40'10" | Taicang | 3-5-2014   |             |
| 2013     | 40'55" | Getafe  | 15-12-2013 |             |

### Marcia 20 km
| Stagione | Tempo    | Luogo     | Data      | Rank. Mond. |
| -------- | -------- | --------- | --------- | ----------- |
| 2017     | 1h21'56" | Poděbrady | 21-5-2017 |             |
| 2016     | 1h21'36" | Roma      | 7-5-2016  |             |
| 2015     | 1h21'45" | Rentería  | 22-3-2015 |             |

## Palmarès
| Anno | Manifestazione    | Sede       | Evento          | Risultato | Prestazione | Note                                     |
| ---- | ----------------- | ---------- | --------------- | --------- | ----------- | ---------------------------------------- |
| 2013 | Mondiali allievi  | Donec'k    | Marcia 10 000 m | Bronzo    | 42'03"32    | Miglior prestazione personale stagionale |
| 2014 | Mondiali juniores | Eugene     | Marcia 10 000 m | Argento   | 39'51"59    | Miglior prestazione nazionale under 20   |
| 2015 | Europei juniores  | Eskilstuna | Marcia 10 000 m | Oro       | 40'05"21    | Miglior prestazione personale stagionale |
| 2015 | Mondiali          | Pechino    | Marcia 20 km    | 29º       | 1h24"52     |                                          |
| 2017 | Europei under 23  | Bydgoszcz  | Marcia 20 km    | Oro       | 1h22"29     |                                          |
| 2017 | Mondiali          | Londra     | Marcia 20 km    | 13º       | 1h20'34"    | Miglior prestazione personale            |
| 2018 | Europei           | Berlino    | Marcia 20 km    | Argento   | 1h20'48"    |                                          |
| 2019 | Mondiali          | Doha       | Marcia 20 km    | 35º       | 1h41'14"    |                                          |
| 2021 | Giochi olimpici   | Tokyo      | Marcia 20 km    | 6º        | 1h21'57"    |                                          |
| 2022 | Mondiali          | Eugene     | Marcia 20 km    | 16º       | 1h23'21"    |                                          |
| 2022 | Europei           | Monaco     | Marcia 20 km    | Bronzo    | 1h19'45"    | Miglior prestazione personale stagionale |
| 2023 | Mondiali          | Budapest   | Marcia 20 km    | 39º       | 1h25'12"    |                                          |
| 2022 | Europei           | Roma       | Marcia 20 km    | 14º       | 1h22'56"    |                                          |
| 2022 | Giochi olimpici   | Parigi     | Marcia 20 km    | 33º       | 1h23'10"    |                                          |